# John Roselli
Filippo Sacco, connu sous le pseudonyme John Roselli, quelquefois écrit John Rosselli, né le 4 juillet 1905 à Esperia, dans la province de Frosinone, Latium, et mort le 9 août 1976 à Miami, en Floride, est un gangster italo-américain influent de l'Outfit de Chicago qui contribue au contrôle du show-business hollywoodien et des casinos de Las Vegas. Roselli est impliqué dans le projet d'assassinat de Fidel Castro au début des années 1960 avec la Central Intelligence Agency (CIA). Certains théoriciens lui prêtent une implication dans l'assassinat de John Fitzgerald Kennedy en 1963. Son surnom dans le milieu mafieux est « Handsome Johnny ».
Entre le 28 juillet et le 9 août 1976, Roselli utilise le pseudonyme de John F. Stewart.

## Jeunes années
Né, Filippo Sacco à Esperia (Frosinone), en Italie, le 4 juillet 1905. Son père, Vincenzo Sacco, immigré aux États-Unis. Roselli le suit avec sa mère, Mariantonia Pascale Sacco et avec Catarina Palazzo à Somerville (Massachusetts), près de Boston, en 1911.
En 1922, Roselli commet un meurtre et s'expatrie à Chicago (Illinois) et change son nom de Filippo Sacco en John Roselli. Son nouveau nom est un hommage au sculpteur de la Renaissance italienne Cosimo Rosselli. Il devient membre de la mafia de Chicago (connue sous le nom de l'Outfit) et il se fait connaître sous le surnom « Handsome Johnny ».
La date exacte et la raison de l'installation de Roselli à Los Angeles (Califormie) sont inconnues. Certaines sources expliquent qu'Al Capone ou Frank Nitti l'envoyent à l'ouest pour superviser l'activité des courses et l'extorsion des studios de cinéma. Cependant Roselli part à Los Angeles en 1924, avant qu'Al Capone ne devienne patron de l'Outfit de Chicago. Il plaide coupable pour avoir passé en contrebande de la bière en 1924. Roselli commence sa carrière criminelle à Los Angeles sous la direction du parrain local Jack Dragna.
Roselli devient un ami proche du producteur de film Bryan Foy, qui introduit Roselli dans le business du cinéma comme producteur dans la petite entreprise de Foy, Eagle Lion Studios, où Roselli est cité comme producteur (sous le nom de James Roselli) dans de nombreux premiers films de gangster. Dans les années 1940, Roselli est impliqué dans la vaste campagne d'extorsion de plusieurs millions de dollars dans l'industrie du cinéma.

## Dans les années 1940
En 1942, Roselli est accusé de charges fédérales de racket de travailleurs avec Georges Brown, ancien président du syndicat « The International Alliance of Theatrical Stage Employees » et Willie Bioff, racketteur et ancien proxénète. Le 4 décembre 1942, Roselli farouche patriote, s'engage dans l'armée américaine. Il sert sous les drapeaux jusqu'à son arrestation le 19 mars 1943.
En 1943, après un an de procès pour les accusations de racket, Roselli et plusieurs mafieux de Chicago sont reconnus coupables et condamnés à 10 ans de prison. Cependant, en 1947, ils bénéficient d'une libération conditionnelle après avoir effectué seulement trois ans et demi de prison. C'est partiellement assumé qu'un politicien sous influence de l'Outfit, Murray « The Camel » Humphreys, utilise son influence sur le président du tribunal, Tom C.Clark, pour faire libérer Roselli et les autres patrons de l'Outfit. Après sa libération, Roselli retourne à Los Angeles avec l'espoir de redevenir producteur avec Bryan Foy.
L'influence grandissante de l'Outfit sur toute l'industrie hollywoodienne s'illustre en 1948 lorsque Tony Accardo ordonne à Roselli de forcer le puissant patron de la Columbia Pictures, Harry Cohn, de signer avec une actrice, alors inconnue, Marilyn Monroe, un contrat d'une valeur de plusieurs millions de dollars. Il accepte rapidement, principalement parce que Cohn a obtenu le contrôle de la Columbia par des fonds mafieux provenant à la fois de Accardo et Roselli.

## Dans les années 1950
Vers le milieu des années 1950, Roselli ne s'intéresse plus à Hollywood mais il jette son dévolu sur le mécanisme beaucoup plus profitable des jeux de Las Vegas dans le Nevada. En 1956, Roselli devient le représentant officieux de l'Outfit de Chicago et de Los Angeles à Las Vegas. Son travail consiste à ce que les patrons de la mafia de Chicago reçoivent leurs parts égales sur les revenus des casinos, le terme employé est celui « d'écremage » (skimming). Cependant, selon les bureaux du FBI à Los Angeles, Roselli est employé comme producteur de films chez Monogram Studios.

## Dans les années 1960
Après la révolution cubaine en janvier 1959, Castro ferme tous les casinos de la mafia à Cuba et expulse tous les mafieux. Plateforme tournante du trafic de drogue en direction des États-Unis, le jeu et la prostitution, les pertes pour le syndicat du crime se chiffre à plus de 100 millions de dollars et également pour la CIA qui perçoit un pourcentage. Ayant été victime de l'expérience, Roselli, le parrain du Chicago Outfit, Sam Giancana et le parrain de la mafia de Tampa, Santo Trafficante se montrent réceptifs au projet d'assassinat de Castro.
En 1960, la CIA recrute un ex-agent du FBI Robert Maheu, qui devient plus tard le bras droit du milliardaire Howard Hughes à Las Vegas, pour approcher Roselli. Maheu se fait passer pour le représentant d'une corporation internationale qui veut tuer Castro parce qu'il a essuyé d'énormes pertes avec la fermeture de leurs casinos. Roselli introduit Maheu auprès de deux hommes qui se présentent sous le pseudonyme de « Sam Gold » et « Joe ». « Sam Gold » est  Giancana, « Joe » est Santo Trafficante Jr de Tampa en Floride. Trafficante est un des parrains les plus puissants de l'ère pré-révolutionnaire cubaine. L'agence donne aux mafieux six pilules pour assassiner Castro. Durant plusieurs mois, des anti-castristes cubains en lien avec la mafia tentent, sans succès, de mettre les pilules dans la nourriture de Castro. En 1961, après l'échec de la CIA lors de l'invasion de la baie des cochons, les tentatives d'assassinat continuent, lesquelles inclurent celle d'une équipe de tireurs d'élite, entrainés par Roselli dans une base secrète à Florida Keys. Une des légendes du FBI, William « Wild Bill » King Harvey, prend la suite des efforts de Roselli. Beaucoup d'historiens affirment que l'obsession des Kennedy pour éliminer Castro continue jusqu'à la crise des missiles cubains en octobre 1962, où les responsables politiques de la maison blanche prennent conscience que la diplomatie doit impérativement prendre le pas sur l'action clandestine pour éviter tout risque d'un conflit généralisé et ce, afin d'obtenir un climat de détente cordiale avec l'URSS .
Ces tentatives d'assassinats par Roselli sont publiées en 1971 par Jack Andreson, un journaliste du Washington Post et confirmées par la CIA en 2007 quand les fameux documents intitulés « Family Jewels » (les bijoux de famille) sont déclassifiés.
En 1963, le chanteur Frank Sinatra sponsorise Roselli pour devenir membre du club exclusif Los Angeles Friar. Peu de temps après son entrée, Roselli découvre une escroquerie très élaborée sur le jeu des cartes tenu par un de ses amis de Las Vegas, Maury Friedman et il demande à y participer. L'escroquerie est finalement découverte en juillet 1967 par des agents du FBI en lien avec Roselli. Un nombre très important d'hommes riches (incluant le millionnaire Harry Karl, le mari de l'actrice Debbie Reynolds, plus l'acteur Zeppo Marx) sont dévalisés de plusieurs millions de dollars. Grant B. Cooper représente quelques-uns des accusés dans cette affaire, dont Roselli. Roselli est condamné à une amende de 55 000 $. Durant son procès, des retranscriptions audio des délibérations du grand jury sont découvertes en possession de la défense. Cooper doit plaider coupable pour la possession de ces documents.
En 1968, Roselli est accusé et condamné pour résidence illégale aux États-Unis (il n'avait jamais acquis la carte de résidence ou la citoyenneté américaine). Il est déporté vers l'Italie par le Service d'Immigration et de Naturalisation. Cependant, l'Italie refuse d'accepter Roselli et il est renvoyé vers les États-Unis.

## Dans les années 1970
Du 24 juin au 22 septembre 1975, Roselli témoigne devant le United States Senate Select Committee on Intelligence (SSCIA) ou Commission Church mené par le sénateur de l'Idaho Frank Church au sujet des opérations élaborées et menées par les agences de renseignement gouvernementales américaines, conséquence directe des révélations du scandale du Watergate. Le comité révèle notamment les plans de la CIA pour assassiner des leaders étrangers dont Fidel Castro et l'Opération Mongoose (mangouste) en vigueur dans les années 1960 avec la Mafia. Quelques jours avant le témoignage de Roselli, un tireur inconnu assassine le parrain Sam Giancana dans sa propriété de l'Illinois qui est pourtant placée sous étroite surveillance par le FBI et ce, à quelques jours de témoigner lui aussi devant le Comité Church. Sam Giancana a en effet une connaissance très approfondie des opérations para politiques de la CIA menées au sujet de Cuba durant les années 1950 et 1960 comme l'opération du débarquement de la Baie des Cochons en avril 1961 et toutes les opérations de déstabilisation du régime cubain et d'assassinat de Fidel Castro. L'alliance Mafia-CIA, qui est confirmée par le Comité Church, prend sa source dans un intérêt mutuel : élimination du régime et de son leader socialiste et récupération pour la Mafia de l'île de Cuba dont la perte pour la pègre a été la déroute la plus coûteuse de son histoire (chiffrée en millions de dollars) avec la fermeture des casinos, des lieux de trafic de drogue et de prostitution en avril 1959.
Toutefois, un coût d'arrêt total est ordonné aux agents de l'opération Mangouste à partir d'Avril 1963 lorsque, conséquence directe de la crise des missiles d'octobre 1962, John F. Kennedy décide d'apaiser les relations avec Fidel Castro après avoir mesuré les trop grands risques d'une confrontation permanente à l'échelle mondiale. Ce que la CIA, au niveau infrastructurel notamment, et la Mafia n'acceptent pas, leurs opérations d'élimination du leader cubain restant encore actives malgré les ordres formels reçus, et ce jusqu'à quelques jours avant la mort de John F. Kennedy à Dallas le 22 novembre 1963.
Le meurtre de Sam Giancana (abattu de six balles dont une dans la nuque et cinq autour de la bouche) signifie pour Roselli, avec lequel il a longuement travaillé (Giancana était l'un de ses plus forts soutiens, et il avait recouru à ses relations pour mener à bien les activités en lien avec la CIA et également pour défendre ses intérêts à Hollywood), qu'il doit quitter de manière définitive Los Angeles et Las Vegas pour Miami en Floride.
Le 23 avril 1976, Roselli est appelé à témoigner sur la conspiration au sujet de l'assassinat du président Kennedy. Trois mois après ce premier témoignage, le Comité souhaite réentendre Roselli. Cependant, il ne se présente pas et est déclaré disparu depuis le 28 juillet. Le 3 août, le sénateur Howard Baker, un membre de la nouvelle SSCIA, requiert une enquête sur la disparition de Roselli.

## Mort
Le 9 août, le corps décomposé de Roselli est retrouvé dans un bidon de pétrole en métal flottant dans la baie de Dumfoundling, près de Miami en Floride. Roselli a été étranglé, abattu et ses jambes coupées.
Certains émettent l'hypothèse que Santo Trafficante (ancien parrain de Cuba emprisonné en 1959 par le régime castriste, avant d'être libéré notamment avec l'intervention de Jack Ruby, et de se replier à Miami) ordonne la mort de Roselli. Selon cette théorie, Trafficante pensait que Roselli avait dévoilé beaucoup trop d'éléments sur l'assassinat de Kennedy, celui de Robert F. Kennedy et le projet d'assassinat de Fidel Castro durant son témoignage devant le Sénat, violant ainsi l'Omerta et révélant les implications conjointes de la CIA et de la Cosa Nostra, alors inconnues du grand public, dans ces opérations.
À la mort de Sam Giancana, le FBI surprend une conversation dans laquelle Santo Trafficante indique : « À présent, seules deux personnes sachant qui a tué Kennedy sont encore en vie. Et elles ne parleront pas. »